# Édouard François Zier

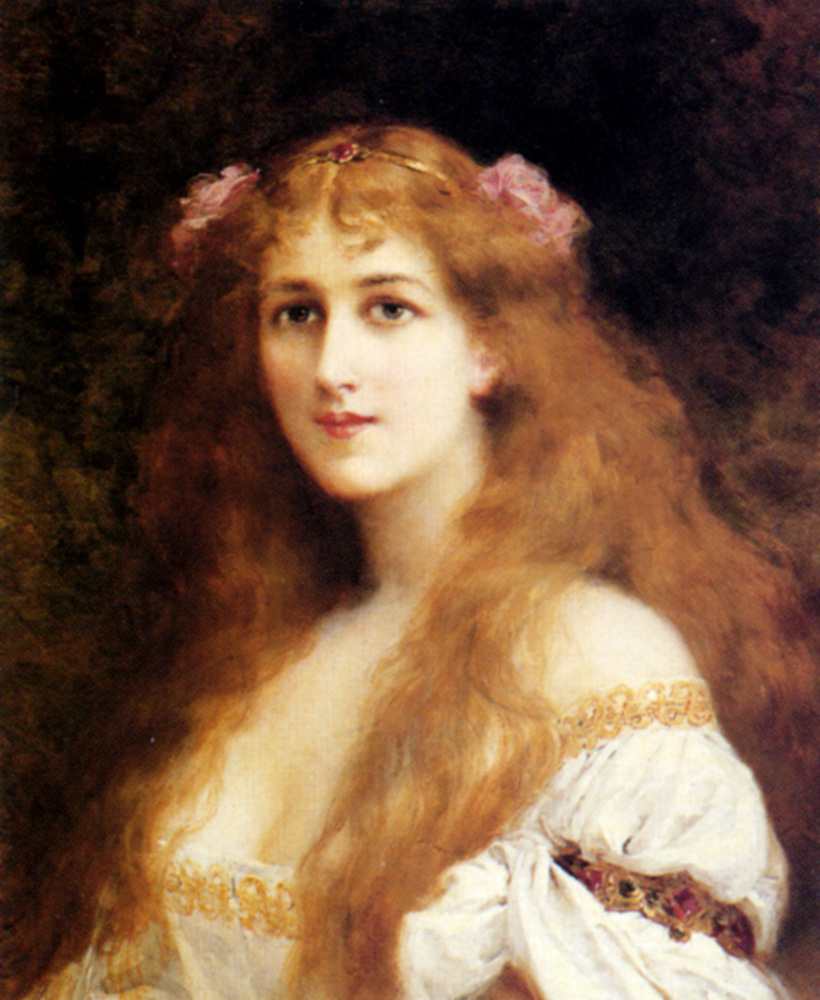
Ofelia, 1905

Édouard François Zier (ur. 1856, zm. 1924) – francuski malarz i ilustrator. 
Jego pierwszym nauczycielem był ojciec, malarz religijny. Naukę kontynuował pod kierunkiem Jeana-Léona Gérôme. Debiutował w paryskim Salonie w 1874 obrazem Mort de Caton d'Utique.
Zier był cenionym ilustratorem, współpracował z wieloma pismami, m.in. Le Rire, L'Assiette au beurre, L'Illustration, Le Courrier français, Le Monde illustré, Le Journal de la jeunesse i Le Tour du monde. Sporadycznie wykonywał komiksy, ilustrował też dzieła pisarzy i poetów m.in. Rostanda, Zoli i Louÿsa.
Jako klasyczny malarz sztalugowy artysta poruszał różnorodną tematykę od portretu i scen mitologicznych po pejzaż. Na styl i tematykę jego prac miał wpływ nauczyciel, neoklasyk Jean-Léon Gérôme.